# انجمن آسیا

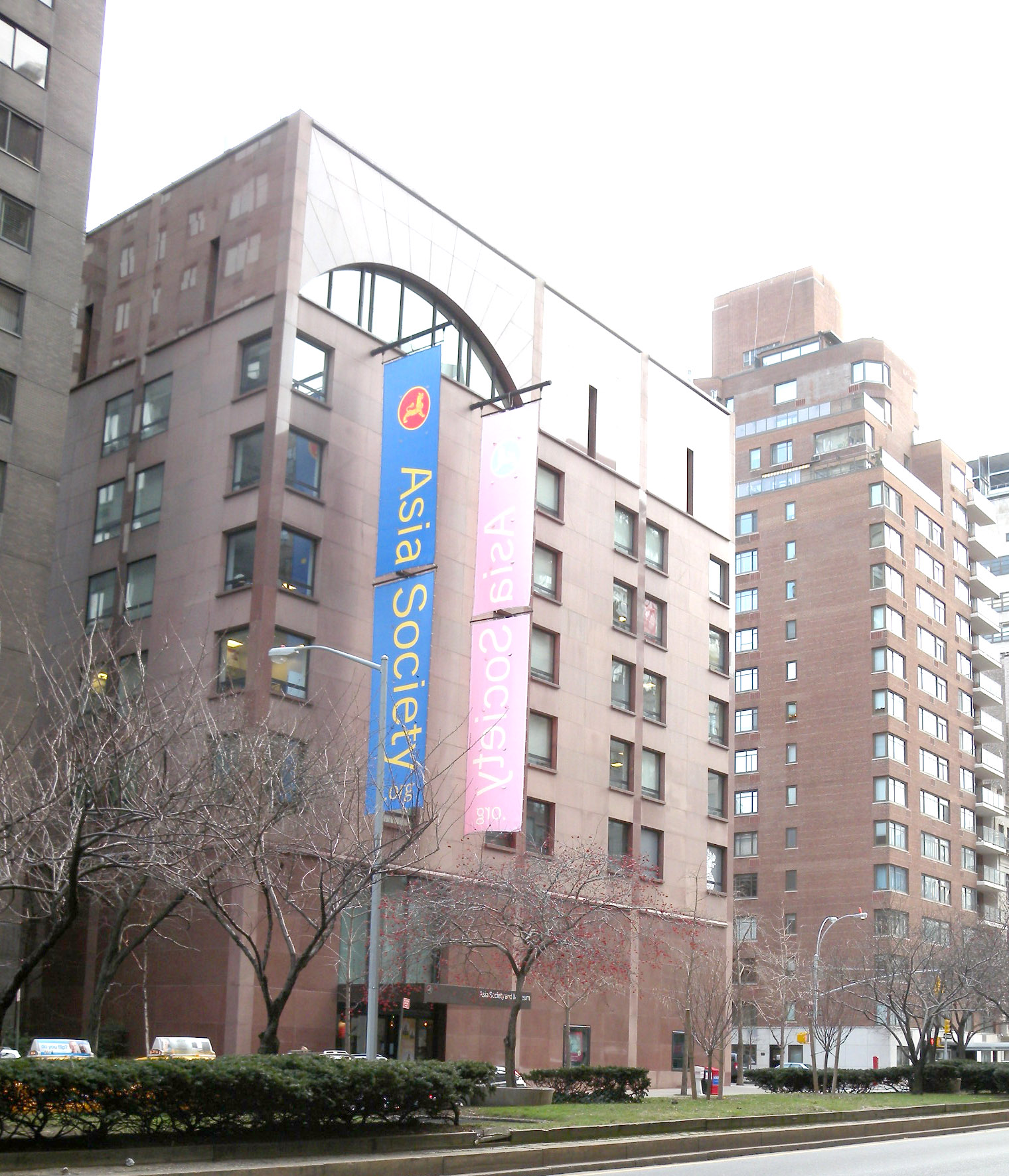
انجمن آسیا

انجمن آسیا (به انگلیسی: Asia Society) یک سازمانِ ناسودبَر است که هدف آن آشناکردن جهان با آسیا است. این انجمن، مراکز متعددی در سراسر آمریکا (هیوستن، لس‌آنجلس، سان‌فرانسیسکو، و واشنگتن دی سی)و در سایر کشورها ازجمله هونگ کونگ، فیلیپین (مانیل)، هندوستان (بمبئی)، کُرهٔ جنوبی (سئول)، چین (شانگهای) و استرالیا (ملبورن) دارد. تمام این مراکز تحت نظارت مرکز اصلی آن در نیویورک است. مرانجمن آسیا در نیویورک شامل یک موزه است که در آن آثار مهمی از کشورهای آسیایی ازجمله چین، ژاپن، هند، کُرهٔ جنوبی، تبت، نپال، کامبوج، و اندونزی به نمایش گذاشته شده‌است. انجمن آسیا در سال ۱۹۵۶ توسط جان دی راکفلرِ سوم بنیاد گذاشته شد.